# Oratorio de la Virgen de los Dolores de Lérida
El Oratorio de la Virgen de los Dolores de Lérida (nombre real: Real, Venerable y Muy Ilustre Congregación de Nuestra Señora de los Dolores de la ciudad de Lleida), se halla ubicado en la Calle Caballeros de Lérida.

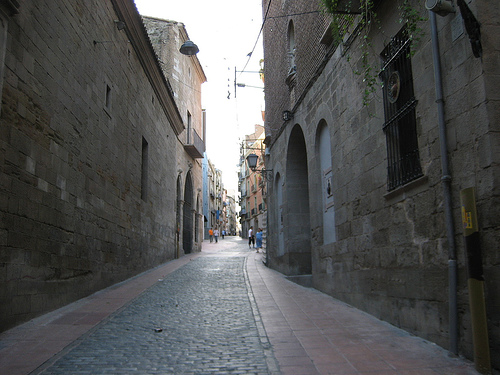
Oratorio de la Virgen de los Dolores.

La Calle Caballeros forma parte del Eje Comercial de Lérida, y más arriba de la Calle Caballeros está la Catedral de la Seu Vella de Lérida.
Enfrente del Oratorio, se halla el Convento del Roser, que se halla en obras para albergar un Parador Nacional.

## Historia
Después de la fundación, la Congregación desarrolló sus funciones en diversos lugares: en la capilla del Hospital de Santa María, en la iglesia de los Descalzos y en el Convento del Roser al tiempo que buscaba los medios de tener sede propia.  
El congregante Francesc de Cubells que había sido Veguer del Rey con los de Austrias, regaló unos patios y varias casas para la construcción del Oratorio de la Congregación. 
La primera piedra se colocó el año 1724 y doce años después, el 9 de abril de 1737, D. Gregorio Galindo, Obispo de Lérida y congregante bendijo solemnemente el Oratorio y el concedió jurisdicción exenta y otros privilegios a la Congregación. Y, por decreto de noviembre de 1737 se otorgó la facultad para que, en el recinto y patios del Oratorio se pudieran enterrar a los congregantes. Muchos quisieron quedarse cerca de la Virgen. Algunos lo lograron y aún reposan bajo el Camaril o en el presbiterio. 
El Oratorio se proyectó y se construyó con la originalidad de incluir en un mismo cuerpo, aunque en diferentes volúmenes, el templo y la Casa de Hermandad. Los materiales utilizados son piedra arenisca hasta un nivel determinado y después ladrillo sin rebozar.

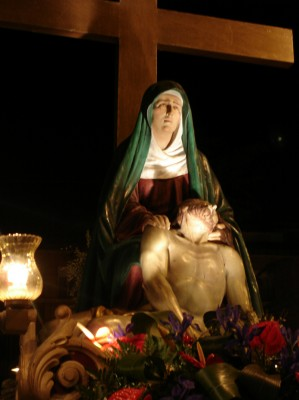
La Piedad.

El estilo es barroco aunque con concesiones al neoclasicismo como demuestra el frontón que corona la cabecera del templo. Destacar que la fachada de la calle dels Dolores incorpora la de una antigua mansión del siglo XIV que incluye dos armoniosas puertas doveladas. 
La fachada constaba de tres portes, de las cuales las dos más pequeñas y laterales son, hoy en día, inoperantes al cambiar la rasante de la calle. En el centro un gran ventanal cuadrangular con una vidriera emplomada. Desde mediados del siglo XIX una hornacina albergó, primero, la imagen de la Inmaculada y hoy de la Dolorosa. 
El interior es de una sola nave en la que se abrieron nichos para habilitar cuatro capillas laterales, actualmente dedicadas a La Piedad, al Santo Crucifijo, a la Virgen del Carmen y a San Jordi.
La nave se cubre con una vuelta de cañón, trabada con estribaciones figuradas en forma de pechinas, y sobre ella se desarrolla el clásico tejado a dos aguas. La bóveda se distribuye lateralmente en pechinas y a la izquierda se abrieron dos ventanas.
El año 1936 el Oratorio fue incendiado y se perdió todo el patrimonio de altares e imaginería. Desde entonces una ininterrumpida labor de recuperación y restauración va volviendo, lentamente, a su esplendor pasado mediante un proyecto continuado de restitución historicista.
El Cambril
Cuando a principios del siglo XIX se suprimieron los cementerios privados, el de la Congregación se aprovechó para edificar la Sacristía y la Sala de Juntas, reservando el espacio del antiguo panteón para construir una pequeña capilla de planta cuadrada para la Virgen.
Inaugurado en el 1852 va a ser reformado varias veces, particularmente, en el 1918, año del segundo centenario de la Congregación. Afectado por el incendio de 1936 y reparado previsionalmente, en 1993, 275 aniversario de la Congregación, se rediseñó. Se convirtió en una pieza de estilo renacentista que, conservando los elementos salvados del antiguo, da una sensación de diafanidad que magnifica la imagen de la Virgen, sobre la cual se obre un lucernario que, en el exterior, conserva aún el original forjado artístico.

## Virgen de los Dolores
Todo el Oratorio se estructuró de manera que la atención de los devotos se centrara en la imagen de la Virgen de los Dolores que es el motivo y la razón de ser del templo. Preocupación de los constructores y de los cofrades fue la omnipresencia de la figura de María, por la cual cosa se situó en el centre del primitivo retablo.

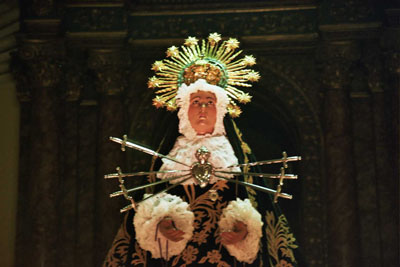
Virgen de los Dolores

Al construirse el nuevo, a mediados del siglo XIX, se pensó añadir una pieza accesoria independiente, aunque subordinada, al altar que fuera exclusiva de la Virgen y que fue lo que conocemos como "Camaril" en dónde quedó, definitivamente, instalada la imagen de la Virgen de los Dolores.
La primitiva, del siglo XVIII, fue tallada en madera por el escultor de Barcelona, Juan Sáez i dicen que se realizó con una expresión en el rostro que mostraba la pena más vehemente.
Esta imagen antigua se perdió en el incendio del Oratorio. Sólo se pudo salvar la Corona, el Corazón traspasado de espadas y la mayoría de los bordados del manto gracias a la abnegación y valentía de varias familias cofrades. 
En 1943, una reproducción exacta, obra del también escultor barcelonés Josep Companyà, fue solemnemente entronizada, en el Camaril también restaurado. Vestida con sus ropajes y joyas antiguas continua recibiendo, desde entonces, el afecto y la contemplación de todos los que visitan el Oratorio, que en días excepcionales o a petición particular pueden acceder a la su Camaril para llevarle, personalmente, sus oraciones.
Esta imagen desde 1953 no sale nunca de su camaril. En 1954 un congregante donó una imagen, obra del escultor leridano, Josep Canut, para que saliera en procesión y así no dañar la imagen original. Esta dolorosa de procesión, aun siendo diferente, en su técnica escultórica, tiene un gesto parecido a la imagen del camaril. Aunque no tiene el mismo valor escultórico. Desde sus inicios, la Congregación siempre tuvo la tradición de tener la imagen dolorosa del camaril ( sólo salía en procesiones de rogativas, muy puntualmente) y la imagen de procesión, que hasta el incendio del oratorio de 1936, eran muy distintas. La del camaril elevaba su mirada, reproduciendo la escena de María al pie de la Cruz, y la imagen de procesión fijaba su mirada en una corona de espinas, y a los que la acompañaban la noche del domingo de Ramos. Aunque en 1954 no se devolvió con exacitud a la tradición de imagen claramente diferenciada, si se mantiene esta única y antigua tradición.

## Museo de Imaginería Procesional y Religiosidad Popular de Lérida
El cuerpo del Museo se construirá adosado al Oratorio ocupando el patio de los viejos edificios número 28, 30 y 32 de la Calle Cavalleros, colidantes al templo y el patio interior que fue cementerio de cogregantes y del que se han derrumbado los restos de la sala de Juntas del siglo XIX y la sagristia, trasladada a los bajos remodelados de la Calle Dolores.
Queda así libre un amplio patio de forma irregular ligeramente trapeciodal, retranqueado del límite de las fachadas posteriores de las casas de la zona alta del vial de Cavalleros y de los vestigios de la muralla de la antigua armadura judía que se conservara y se hará visitable. Sobre este terreno se levantara el edificio, singularizado de los volúmenes del bloque de construcciones de la iglesia, camaril y casa de hermandad, pero formando unidad estética y funcional con ellos mismos.
La fachada continuara la línea de la del Oratorio como perloncación natural de la misma. Recubierta de piedra natural a la que se incorporaran fragmentos conservados de edificios antiguos, tendrá como paramento principal, una gran portalada con un volumen de piedra capaz de permitir la salida de los pasos de la procesión del Domingo de Ramos. Sobre la puerta un óculo de cristal evocador de los usos y contenidos del edificio.
El interior se articula en dos alturas y una entreplanta. La planta baja diáfana totalmente albergará en exposición permanente las carrozas de la procesión, con sus imágenes y sus grupos escultóricos.
El piso superior consiste en una gran apertura circular en dos tercios del pavimento que permite la visualización del piso inferior y sobre el que se elevará una pirámide rectangular en vértice de cristal que proporcionará luz cenital a los dos espacios. 
En los accesos, vestíbulos y lugares de paso se podrán contemplar diversos objetos, rejas, escudos, laudos sepulcrales... relacionados con la Congregación y la Procesión.